# Demografia storica
Un aspetto della storiografia quantitativa è la demografia storica che, con un nuovo metodo storiografico, assume i dati statistici demografici, li elabora tramite i moderni strumenti informatici, li analizza criticamente e se ne serve come fonti documentarie oggettive per evidenziare nuovi significati della realtà storica indagata .

## La scoperta di John Graunt

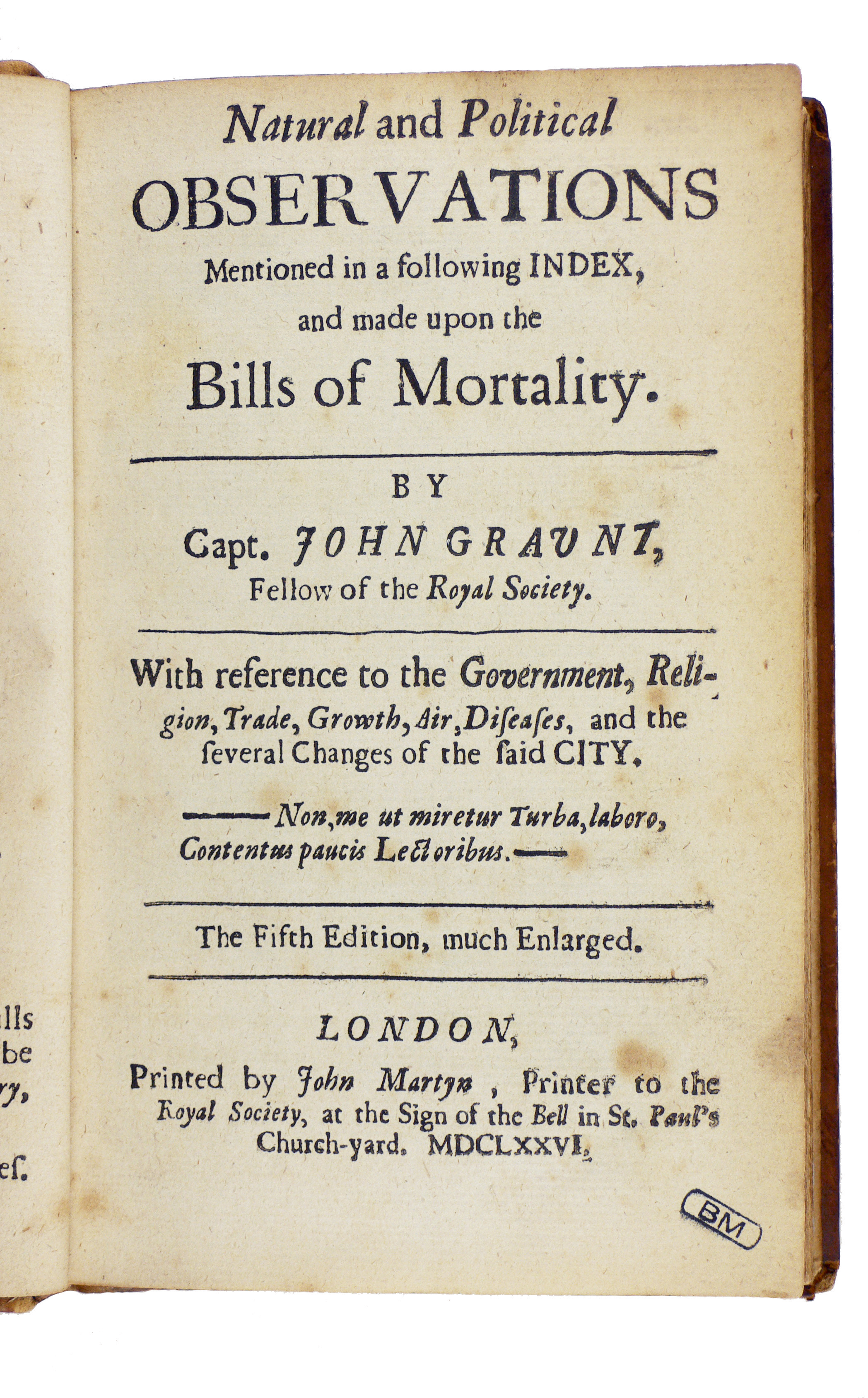
Natural and political observations mentioned in a following index, and made upon the bills of mortality, 1676 (Milano, Fondazione Mansutti).

L'uso della demografia storica come nuovo metodo d'indagine viene fatto risalire a quella che appare quasi come una scoperta casuale del mercante di stoffe John Graunt (1620-1674) che pubblica nel 1662 un libretto intitolato Osservazioni naturali e politiche fatte sui bollettini di mortalità. Presentando il suo lavoro alla Royal Society Graunt evidenziava la correlazione tra  i dati demografici "naturali" e i diversi aspetti della vita umana:
Un sostenitore della demografia storica può essere considerato il filosofo scozzese David Hume (1711-1776) che nell'opera Of the Populousness of Ancient Nations  rilevava come i dati numerici tramandatici dagli antichi fossero particolarmente inaffidabili, non solo perché le loro stime non avevano basi solide, ma anche perché i numeri di ogni tipo contenuti negli antichi manoscritti erano stati soggetti ad un'alterazione molto maggiore di qualsiasi altra parte del testo, in quanto ogni altro tipo di adulterazione modifica il senso e la grammatica ed è quindi più facilmente individuata dal lettore e dal trascrittore.
La demografia storica si serve dunque di quelle fonti che, indirizzate a fini diversi, vengono, dopo un attento esame della loro credibilità, "deviate" dallo storico per nuove e più accurate interpretazione degli eventi. 
Fin dal XVII secolo le amministrazioni pubbliche raccolgono fonti numerarie indirizzate a descrivere la densità delle popolazioni e le loro  caratteristiche sociali ed economiche e, in particolare, ci si concentra sull'incidenza della mortalità sulle popolazioni spesso colpite da gravi epidemie . Conoscere il numero dei sudditi significava infatti mettere in atto da parte delle amministrazioni civili oculate politiche di buon governo e così registrare con precisione il numero dei decessi era necessario per un'opera di prevenzione sanitaria. Queste stesse rilevazioni statistiche erano operate anche dalla Chiesa che, tramite le registrazioni parrocchiali dei battesimi, dei funerali e dei matrimoni, praticava una conduzione di "buon governo delle anime" .
Sia l'entità pubblica che la Chiesa si servivano dunque della demografia per fini pratici di buon governo; nella demografia storica, riferendosi a un diverso paradigma teorico, le stesse documentazioni perseguono l'obiettivo di una conoscenza scientifica della struttura delle popolazioni. Da qui la necessità di un metodo ben definito.

## I metodi della demografia storica
Scrive Carlo Cipolla che «in ogni campo i fatti osservati e rilevati acquisiscono un significato soltanto se organizzati e ordinati secondo un paradigma teorico»  volendo significare che nella ricerca vale il principio generale che le osservazioni empiriche devono riferirsi a un preciso ambito teorico, nel senso che, se le registrazioni documentarie della Chiesa ben rispondono ai suoi fini religiosi, nel campo della demografia storica invece, quelle stesse fonti possono risultare insufficienti per cui, ad esempio, il libro dei battezzati non può essere utilizzato dallo storico per desumerne il numero dei nati poiché nei tempi passati non si teneva conto degli infanti morti prima del battesimo e quindi non registrati.
Sono stati quindi usati due diversi metodi d'indagine: quello adottato per primo fu il "metodo aggregativo" (macrodemografia) che raccoglie i dati statistici riguardanti gli aggregati umani al fine di determinare con l'analisi demografica le strutture e l'evoluzione delle popolazioni nel corso dei secoli ("schema della transizione demografica").
Un altro metodo è quello individuale (microdemografia) dove il dato statistico si riferisce a un individuo, seguito nella sua evoluzione tramite quanto risulta, ad esempio, nei registri parrocchiali, per arrivare a ricostruire la situazione demografica di particolari gruppi sociali come avviene nel caso della cosiddetta "ricostruzione nominativa di storie coniugali" dove si ricostruiscono, tramite le registrazioni di matrimoni, battesimi, funerali, effettuate per lunghi periodi, un certo numero abbastanza ampio di storie coniugali così da evidenziare i sistemi di fecondità, naturale o controllata, e gli indici di sopravvivenza dei gruppi considerati. 
Mentre dunque, con il primo metodo si indagano le storie demografiche di intere popolazioni, con il secondo sistema d'indagine si possono conoscere le storie demografiche di singoli gruppi ma, anche in quest'ultimo caso, possono sorgere notevoli difficoltà di indagine collegate, ad esempio, alla mobilità delle famiglie che sfuggono così all'analisi demografica.

## La valenza della demografia storica
Gli studi di demografia storica non rimangono all'interno di fenomeni puramente demografici ma si rapportano all'intero sistema sociale nei suoi più vari aspetti: